# Ferdinand Hartmann (Abt)
Ferdinand Hartmann (geboren 1654 in Mehlem; gestorben 18. Mai 1731) war ein deutscher Zisterzienser. Von 1704 bis 1728 amtierte er als Abt des Klosters Heisterbach.

## Leben
Ferdinand Hartmann war ein Sohn des Johannes Hartmann († 19. Oktober 1673) aus Mehlem und dessen Ehefrau Catharina, geb. Broich († 30. März 1700). Seine Profess legte er 1674 ab, die Priesterweihe empfing er 1677. Im Anschluss wurde er Sakristan, Novizenmeister, Küchenmeister, Prior und Kellermeister, bevor er am 10. September 1704 als Nachfolger des verstorbenen Nivard Wirotte zum 39. Abt des Klosters Heisterbach gewählt wurde. Ab 1708 führte Abt Hartmann eine Reform durch, die vorsah alle Belange des Klosters streng unter der Kontrolle des Abtes zu bündeln.
Die neu eingeführten Regeln umfassten u. a. die Bildung der Mönche, deren Kommunikation außerhalb des Klosters, das Studium der Novizen und die Krankenpflege. Obwohl es zu Protesten der Mönche beim Generalkapitel und beim Heiligen Stuhl kam, konnte sich Hartmann durchsetzen. 1710 wurde die neue Observanz letztendlich durch einen päpstlichen Legaten bestätigt und somit für alle Mönche verbindlich, außer sie hatten ihre Profess auf die alte bis dahin geltende Observanz abgelegt. Obwohl sich der Konflikt insgesamt über einen Zeitraum von sechs Jahren hinzog, zeigte sich andererseits, dass die Reformen einen positiven Einfluss auf die wirtschaftliche Situation des Klosterbetriebes hatten.
So gelang es Abt Hartmann in den darauf folgenden Jahren mehrere Hofgüter in den Besitz der Abtei zu bringen, worunter sich ab 1717/22 die Burg Leubsdorf, ab 1723 der Garienhof in Flerzheim sowie ab 1726 der Etzbacherhof in Widdig befanden. Als Baumaßnahmen ließ er 1711 ein neues Brauhaus und 1722/23 einen neuen Wirtschafts- bzw. Küchenhof errichten. Zur besseren Kontrolle und Übersicht in der Verwaltung wurden ein Klosterrechner, ein Keller- und ein Speichermeister eingesetzt. Weinberge, die wegen der Kriegsjahre als Gemüsegärten genutzt wurden, ließ er rekultivieren, um so verlorengegangene Erträge nutzen zu können.
Als Ferdinand Hartmann zu Beginn des Jahres 1728 zum Kanoniker gewählt wurde, gab er das Amt als Abt des Klosters Heisterbach auf. Als Nachfolger wurden im März 1728 Adam Pangh (starb bereits nach 6 Wochen) und im April 1728 Engelbert Schmitz gewählt.
Ferdinand Hartmann starb am 18. Mai 1731, seine letzte Ruhestätte fand er im Chor der Abteikirche.